# Королевская библиотека Бельгии
Королевская библиотека Бельгии (нидерл. Koninklijke Bibliotheek van België; фр. Bibliothèque royale de Belgique); неофициально известная также как Альбертина — национальная научная библиотека Бельгии. Основная цель библиотеки — собирать и хранить все издания, публикующиеся в Бельгии, а также работы бельгийцев, живущих за границей. В соответствии с бельгийским законодательством об обязательном экземпляре, библиотека получает как минимум один экземпляр каждого издания, публикующегося в Бельгии.
Кроме бельгийских, библиотека содержит большое количество иностранных изданий.
Библиотека расположена в Брюсселе на Горе Искусств.

## История
История книжного собрания, позднее выросшего в Королевскую библиотеку, начинается ещё в XV веке, когда бургундские герцоги начали собирать манускрипты. В 1559 году по приказу Филиппа II эти манускрипты были перенесены во дворец Кауденберг в Брюсселе. В 1731 году дворец Кауденберг сгорел, но большая часть библиотеки была спасена.
Книжное собрание несколько раз меняло место расположения и принадлежность.
19 июня 1837 года указом правительства была образована Королевская библиотека Бельгии. Первоначально её основой стало книжное собрание гентского библиофила Карла Ван Хюлтена, состоявшее из семидесяти тысяч книг. Книжное собрание, основанное ещё бургундскими герцогами, в момент основания Королевской библиотеки принадлежало городу Брюсселю (с 1803 года). В 1842 году оно было передано государству и вошло в состав Королевской библиотеки.
В 1935 году было принято решение о строительстве нового здания для Королевской библиотеки. Однако из-за войны строительство началось только в 1954 году. Торжественное открытие этого здания, в котором библиотека размещается и сейчас, состоялось 17 февраля 1969 года.

## Коллекции
Основная коллекция содержит восемь миллионов книг, десятки тысяч газет и журналов. Помимо основной, библиотека содержит шесть особых коллекций:

### Ценные работы
Эта коллекция была выделена из основной коллекции после Второй мировой войны. Здесь содержатся наиболее ценные и редкие издания, например, инкунабулы. Особая коллекция содержит сорок пять тысяч единиц хранения, в том числе три тысячи инкунабул.

### Карты и планы
Эта коллекция содержит двести тысяч карт, атласов и глобусов. Большая часть этих документов имеет отношение к Бельгии. Кроме географических карт, здесь хранятся астрономические карты, а также аэрофотографии.

### Музыка
Музыкальная коллекция была основана в 1965 году. Она содержит аудиозаписи (около пятидесяти тысяч, в основном граммофонные пластинки), партитуры, журналы и книги о музыке. Музыкальный отдел имеет свой собственный концертный зал на 130 мест.

### Рисунки
Отдел рисунков и изображений содержит гравюры, фотографии, афиши, «народные картинки» (типа лубков). В общей сложности — семьсот тысяч единиц хранения.

### Рукописи
В состав коллекции этого отдела входят в том числе и рукописи, собранные бургундскими герцогами в XV веке. Отдел содержит тридцать пять тысяч рукописей, в том числе четыре с половиной тысячи средневековых.

### Монеты и памятные медали
Библиотека также имеет нумизматическую коллекцию. Государственная нумизматическая коллекция была основана в 1835 году, в 1938 году она была включена в состав Королевской библиотеки.
Нумизматический кабинет содержит монеты от древнеримских и древнегреческих и до современных, памятные и наградные медали, жетоны, а также банкноты. В общей сложности коллекция содержит двести тысяч предметов, в том числе: восемьдесят три тысячи монет, тридцать семь тысяч медалей, восемнадцать тысяч банкнот, четырнадцать тысяч жетонов, две тысячи гирек, использовавшихся в старину менялами для определения веса монет, двадцать две тысячи наградных медалей и двадцать четыре тысячи прочих предметов.

## Здание библиотеки
Здание библиотеки было построено в 1954—1969 годах. Здание занимает площадь в тринадцать тысяч квадратных метров, общая площадь помещений библиотеки составляет шестьдесят семь тысяч квадратных метров. Библиотека имеет десять надземных и шесть подземных этажей. Общая протяжённость книжных полок — 150 километров.
Внутри, помимо читальных залов, располагается музей книги LIBRARIUM, средневековая готическая капелла, в которой проводятся выставки и кафетерий с верандой и панорамным видом на центр города. Во все эти, и другие публичные пространства библиотеки вход свободный, но для доступа в читальный зал необходимо приобрести абонемент.